# Чемпионат СССР по хоккею с мячом 1967/1968
20-й чемпионат СССР по хоккею с мячом проходил с 26 ноября 1967 года по 10 марта 1968 года.
В высшей лиге играли 15 команд. Сыграно 210 матчей, в них забито 910 мячей.
Чемпионом СССР стала команда СКА (Свердловск).

## Первая группа класса «А»
| М  | Команда                            | 1         | 2        | 3       | 4       | 5       | 6       | 7       | 8       | 9        | 10      | 11      | 12      | 13      | 14      | 15        | В  | Н | П  | Мячи            | О  |
| -- | ---------------------------------- | --------- | -------- | ------- | ------- | ------- | ------- | ------- | ------- | -------- | ------- | ------- | ------- | ------- | ------- | --------- | -- | - | -- | --------------- | -- |
| 1  | СКА (Свердловск)                   |           | 1:1 2:2  | 3:2 3:4 | 1:0 3:1 | 2:1 4:2 | 1:0 1:2 | 6:1 4:4 | 3:0 2:4 | 6:1 3:3  | 6:2 3:1 | 1:0 1:3 | 1:0 2:0 | 4:2 5:2 | 3:0 4:1 | 10:1 10:0 | 20 | 4 | 4  | 95 — 40 = + 55  | 44 |
| 2  | «Динамо» (Москва)                  | 2:2 1:1   |          | 3:0 1:1 | 1:0 1:1 | 0:1 0:1 | 2:1 1:2 | 4:2 0:3 | 7:2 2:0 | 10:1 5:1 | 4:2 2:1 | 5:2 2:4 | 4:1 2:1 | 9:3 2:1 | 6:1 1:1 | 7:1 8:0   | 18 | 5 | 5  | 92 — 37 = + 55  | 41 |
| 3  | СКА (Хабаровск)                    | 4:3 2:3   | 1:1 0:3  |         | 0:0 1:2 | 3:3 2:2 | 9:1 2:1 | 2:0 2:2 | 7:1 5:1 | 3:2 0:1  | 4:1 0:4 | 3:2 5:2 | 5:1 3:2 | 7:3 8:0 | 7:3 3:1 | 5:0 4:3   | 18 | 5 | 5  | 97 — 48 = + 49  | 41 |
| 4  | «Динамо» (Алма-Ата)                | 1:3 0:1   | 1:1 0:1  | 2:1 0:0 |         | 3:0 2:0 | 1:1 2:3 | 4:1 1:3 | 2:0 2:0 | 3:0 3:3  | 2:0 2:1 | 2:0 2:1 | 5:1 0:1 | 2:1 1:3 | 5:0 1:0 | 2:1 1:1   | 16 | 5 | 7  | 52 — 28 = + 24  | 37 |
| 5  | «Волга» (Ульяновск)                | 2:4 1:2   | 1:0 1:0  | 2:2 3:3 | 0:2 0:3 |         | 3:3 3:2 | 2:1 2:6 | 3:1 3:3 | 3:2 2:2  | 2:0 2:1 | 5:2 0:0 | 2:0 1:1 | 5:1 2:2 | 5:0 2:1 | 4:0 1:1   | 14 | 9 | 5  | 62 — 45 = + 17  | 37 |
| 6  | «Локомотив» (Иркутск)              | 2:1 0:1   | 2:1 1:2  | 1:2 1:9 | 3:2 1:1 | 2:3 3:3 |         | 2:0 4:4 | 1:3 3:3 | 1:3 1:3  | 3:0 3:0 | 3:1 1:3 | 2:1 2:5 | 6:1 4:3 | 4:3 1:4 | 3:1 5:1   | 13 | 4 | 11 | 65 — 64 = + 1   | 30 |
| 7  | «Енисей» (Красноярск)              | 4:4 1:6   | 3:0 2:4  | 2:2 0:2 | 3:1 1:4 | 6:2 1:2 | 4:4 0:2 |         | 2:0 2:3 | 2:1 3:3  | 2:0 2:2 | 3:2 1:1 | 3:1 0:1 | 5:0 0:1 | 7:0 1:4 | 3:2 2:2   | 11 | 7 | 10 | 65 — 56 = + 9   | 29 |
| 8  | «Фили» (Москва)                    | 4:2 0:3   | 0:2 2:7  | 1:5 1:7 | 0:2 0:2 | 3:3 1:3 | 3:3 3:1 | 3:2 0:2 |         | 3:0 1:2  | 3:3 1:1 | 2:1 2:4 | 3:1 0:1 | 2:2 5:1 | 3:3 2:0 | 1:0 2:1   | 10 | 6 | 12 | 51 — 64 = — 13  | 26 |
| 9  | «Вымпел» (Калининград)             | 3:3 1:6   | 1:5 1:10 | 1:0 2:3 | 3:3 0:3 | 2:2 2:3 | 3:1 3:1 | 3:3 1:2 | 2:1 0:3 |          | 2:2 1:4 | 4:2 4:2 | 3:1 1:1 | 2:1 2:3 | 2:1 1:2 | 2:1 1:2   | 10 | 6 | 12 | 53 — 71 = — 18  | 26 |
| 10 | «Водник» (Архангельск)             | 1:3 2:6   | 1:2 2:4  | 4:0 1:4 | 1:2 0:2 | 1:2 0:2 | 0:3 0:3 | 2:2 0:2 | 1:1 3:3 | 4:1 2:2  |         | 2:1 4:4 | 1:0 1:2 | 1:0 3:3 | 7:0 2:1 | 4:1 6:1   | 9  | 6 | 13 | 56 — 57 = — 1   | 24 |
| 11 | «Уральский трубник» (Первоуральск) | 3:1 0:1   | 4:2 2:5  | 2:5 2:3 | 1:2 0:2 | 0:0 2:5 | 3:1 1:3 | 1:1 2:3 | 4:2 1:2 | 2:4 2:4  | 4:4 1:2 |         | 3:0 3:3 | 2:1 2:1 | 4:2 2:3 | 6:1 1:1   | 9  | 5 | 14 | 60 — 64 = — 4   | 23 |
| 12 | «Шахтёр» (Кемерово)                | 0:2 0:1   | 1:2 1:4  | 2:3 1:5 | 1:0 1:5 | 1:1 0:2 | 5:2 1:2 | 1:0 1:3 | 1:0 1:3 | 1:1 1:3  | 2:1 0:1 | 3:3 0:3 |         | 7:0 2:2 | 4:0 2:2 | 5:1 2:0   | 9  | 5 | 14 | 47 — 52 = — 5   | 23 |
| 13 | «Старт» (Горький)                  | 2:5 2:4   | 1:2 3:9  | 0:8 3:7 | 3:1 1:2 | 2:2 1:5 | 3:4 1:6 | 1:0 0:5 | 1:5 2:2 | 3:2 1:2  | 3:3 0:1 | 1:2 1:2 | 2:2 0:7 |         | 3:2 2:2 | 4:0 2:2   | 5  | 6 | 17 | 48 — 94 = — 46  | 16 |
| 14 | «Зоркий» (Красногорск)             | 1:4 0:3   | 1:1 1:6  | 1:3 3:7 | 0:1 0:5 | 1:2 0:5 | 4:1 3:4 | 4:1 0:7 | 0:2 3:3 | 2:1 1:2  | 1:2 0:7 | 3:2 2:4 | 2:2 0:4 | 2:2 2:3 |         | 3:0 1:1   | 5  | 5 | 18 | 41 — 85 = — 44  | 15 |
| 15 | «Труд» (Краснотурьинск)            | 0:10 1:10 | 0:8 1:7  | 3:4 0:5 | 1:1 1:2 | 1:1 0:4 | 1:5 1:3 | 2:2 2:3 | 1:2 0:1 | 2:1 1:2  | 1:6 1:4 | 1:1 1:6 | 0:2 1:5 | 2:2 0:4 | 1:1 0:3 |           | 1  | 6 | 21 | 26 — 105 = — 79 | 8  |

В верхних строках таблицы приведены результаты домашних матчей, а в нижних-результаты игр на выезде.

## Итоговая таблица чемпионата
| Команда                                | И  | В  | Н | П  | М      | О  |
| -------------------------------------- | -- | -- | - | -- | ------ | -- |
| 1. СКА (Свердловск)                    | 28 | 20 | 4 | 4  | 95:40  | 44 |
| 2. «Динамо» (Москва)                   | 28 | 18 | 5 | 5  | 92:37  | 41 |
| 3. СКА (Хабаровск)                     | 28 | 18 | 5 | 5  | 97:48  | 41 |
| 4. «Динамо» (Алма-Ата)                 | 28 | 16 | 5 | 7  | 52:28  | 37 |
| 5. «Волга» (Ульяновск)                 | 28 | 14 | 9 | 5  | 62:45  | 37 |
| 6. «Локомотив» (Иркутск)               | 28 | 13 | 4 | 11 | 65:64  | 30 |
| 7. «Енисей» (Красноярск)               | 28 | 11 | 7 | 10 | 65:56  | 29 |
| 8. «Фили» (Москва)                     | 28 | 10 | 6 | 12 | 51:64  | 26 |
| 9. «Вымпел» (Калининград)              | 28 | 10 | 6 | 12 | 53:71  | 26 |
| 10. «Водник» (Архангельск)             | 28 | 9  | 6 | 13 | 56:57  | 24 |
| 11. «Уральский трубник» (Первоуральск) | 28 | 9  | 5 | 14 | 60:64  | 23 |
| 12. «Шахтёр» (Кемерово)                | 28 | 9  | 5 | 14 | 47:52  | 23 |
| 13. «Старт» (Горький)                  | 28 | 5  | 6 | 17 | 48:94  | 16 |
| 14. «Зоркий» (Красногорск)             | 28 | 5  | 5 | 18 | 41:85  | 15 |
| 15. «Труд» (Краснотурьинск)            | 28 | 1  | 6 | 21 | 26:105 | 8  |

## Составы команд и авторы забитых мячей
Чемпионы СССР
- 1. СКА (Свердловск) (17 игроков): Валерий Попков (20), Геннадий Почекутов (21) — Юрий Коротков (27; 2), Виталий Симонов (26; 1), Геннадий Сурков (26; 1), Виктор Шеховцов (25; 0), Евгений Горбачёв (26; 0), Николай Дураков (26; 43), Валентин Хардин (26; 0), Валентин Атаманычев (27; 10), Александр Измоденов (26; 14), Евгений Кирсанов (22; 3), Владимир Ордин (27; 10), Анатолий Терентьев (25; 6), Александр Хайдуков (20; 4). В составе команды выступал также Юрий Минин (3; 0) и Виталий Лазицкий (1; 0). 1 мяч в свои ворота забил Александр Шулепов «Динамо» (Алма-Ата).

Серебряные призёры
- 2. «Динамо» (Москва) (18 игроков): Анатолий Мельников (26; −27), Юрий Шальнов (10; −12) — Виктор Рыбин (26; 2), Виталий Данилов (24; 0), Вячеслав Соловьёв (27; 10), Юрий Шорин (27; 4), Евгений Герасимов (26; 3), Юрий Афанасьев (24; 0), Владимир Плавунов (14; 0), Николай Соловьёв (13; 0), Михаил Осинцев (27; 25), Евгений Папугин (25; 23), Анатолий Мосягин (24; 3), Евгений Манкос (22; 7), Валерий Маслов (15; 10), Виктор Ерёмин (11; 4). В составе команды выступали также Владимир Фролов (3; 0) и Владимир Янко (4; 0). 1 мяч в свои ворота забил Фёдор Базаев «Зоркий» (Красногорск).

Бронзовые призёры
- 3. СКА (Хабаровск) (17 игроков): Анатолий Лутков (27), Владимир Стрекалов (12) — Олег Биктогиров (24; 0), Сергей Кузнецов (28; 0), Владимир Михеев (16; 1), Владимир Терехов (14; 1), Анатолий Гладилин (27; 0), Николай Перфильев (15; 0), Владислав Помазкин (28; 2), Анатолий Пульков (28; 20), Антанас Толжунас (22; 1), Владимир Башан (25; 11), Владимир Ивашин (26; 15), Юрий Лизавин (26; 15), Анатолий Фролов (28; 20), Михаил Ханин (27; 11). В составе команды выступал также Михаил Тонеев (6; 0).

- 4. «Динамо» (Алма-Ата) (22 игрока): Юрий Жабин, Валерий Мозгов — Яков Апельганец (1), Геннадий Баданин, Казбек Байбулов, Валерий Бочков (9), Юрий Варзин (1), Африкан Зырянов, Алексей Ёмкин (1), Вячеслав Ильин (1), Александр Ионкин (8), Геннадий Конев (1), Геннадий Любченко (5), Вячеслав Панёв (1), Юрий Парыгин (3), Иван Рогачёв (3), Валентин Семёнов (16), Валерий Соколов, Константин Суетнов, Игорь Хандаевв (1), Борис Чехлыстов, Александр Шулепов. Неизвестен автор 1 мяча.

- 5. «Волга» (Ульяновск) (20 игроков): Валерий Косс (15), Леонард Мухаметзянов (23) — Леонид Бутузов (28; 14), Лев Гаврилов (27; 2), Юрий Гаврилов (16; 0), Вячеслав Дорофеев (20; 5), Борис Кияйкин (23; 0), Владимир Куров (25; 9), Борис Малявкин (23; 1), Владимир Монахов (26; 10), Олег Плотников (27; 1), Анатолий Рушкин (28; 15), Эдуард Эдукарьянц (24; 1). В составе команды также выступали Виталий Агуреев (10; 1), Николай Афанасенко (3; 0), Алексей Горин (9; 0), В. Давыденко (3; 0), Геннадий Перфильев (10; 2), Лев Сверко (8; 0) и Михаил Фокин (9; 1).

- 6. «Локомотив» (Иркутск) (22 игрока): Леонид Князьков (6), Геннадий Кривощёков (23) — Игорь Грек (23; 0), Евгений Измоденов (27; 13), Герман Инишев (24; 9), Александр Комаровский (25; 14), Олег Михалёв (25; 0), Александр Найданов (28; 16), Геннадий Почебут (25; 2), Иннокентий Протасов (28; 2), Александр Рыбин (27; 7), Олег Суставов (23; 1), Станислав Эйсбруннер (24; 0). В команде также выступали Борис Баринов (1; 0), Всеволод Белый (9; 0), Сергей Бизюков (10: 0), Юрий Карнаухов (2; 0), Олег Катин (6; 1), Валентин Клименко (13; 0), Владимир Коновалов (7; 0) и Виктор Терлюк (4; 0) и вратарь Юрий Школьный (5).

- 7. «Енисей» (Красноярск) (18 игроков): Владимир Литвяков, Юрий Ляпин — Владимир Артёмов (16), Виктор Баранов, Анатолий Бочкарёв (15), Борис Бутусин (1), Владимир Вишнневский, Владимир Жилионис (4), Алексей Зорин (3), Евгений Каштанов (3), Анатолий Круговой (1), Константин Крюков (9), Владимир Куманёв (3), Юрий Непомнющий (7), Владимир Прокошин, Владимир Савченко, Владимир Тарасевич (2), Владимир Тупица (1).

- 8. «Фили» (Москва) (24 игрока): Анатолий Бондарев, Анатолий Калинин — Виктор Аносов, Евгений Базаров (16), А. Гусев, А. Жуков, Игорь Жуков (3), Юрий Захаров, Анатолий Калинин, Леонид Касаткин, Вячеслав Кострюков (3), Анатолий Кузнецов (1), Вячеслав Кульков, В. Мелихов, Сергей Монахов (5), Дмитрий Морозов (1), Михаил Мухортов, Виталий Пальгунов (4), Владимир Перепелов, Владимир Ряховский, Анатолий Сягин (15), Лев Табаков, Леонард Щеколенко (1), Владимир Яковский (2).

- 9. «Вымпел» (Калининград) (19 игроков): Виктор Громаков, Александр Тареев — Владимир Веретенцев, Александр Килейников, Владимир Килейников, Валерий Князев (5), Леонид Кондратьев (8), Александр Константинов, Евгений Косоруков (9), Генрих Кривоусов (1), Валентин Кучин (6), Юрий Лагош (21), Владимир Маркин, Вячеслав Петров, Владимир Рябов, Николай Солодов (1), Виктор Стариков (2), Владимир Тараканов, Борис Умрихин.

- 10. «Водник» (Архангельск) (18 игроков): Виктор Антрушин (7), Виталий Сандул (24) — Сергей Васильев (28; 1), Виктор Грайм (24; 1), Георгий Канарейкин (12; 6), Евгений Кокнаев (15; 0), Вячеслав Малахов (28; 6), Владимир Марков (21; 5), Леонид Марков (28; 10), Роберт Овчинников (25; 0), Леонид Палладий (27; 4), Николай Парфёнов (22; 0), Алексей Попов (21; 1), Александр Сухондяевский (23; 9), Евгений Юшманов (27; 13). В команде также выступали Виктор Горяев (8; 0), Александр Матвеев (11; 0) и Борис Скрынник (4; 0).

- 11. «Уральский трубник» (Первоуральск) (20 игроков): Леонид Козлачков — Владимир Дементьев (8), Владимир Денисов (4), Валерий Жидко, Евгений Злоказов (1), Евгений Измоденов, Владимир Игумнов (7), Борис Коломацкий, Геннадий Кондаков, Вольдемар Май (11), Юрий Макеев (15), Александр Мальцев, Владимир Мозговой (1), Виктор Мороз, Юрий Панченко (10), Александр Пузырёв (1), Анатолий Рыбаков, Станислав Старченко (2), Александр Шахмаев, Виктор Шмарков.

- 12. «Шахтёр» (Кемерово) (19 игроков): Владимир Краев, Юрий Саломатов — Владимир Балаганский (4), Виктор Баянов (9), Альберт Большаков (4), Виктор Бурдыгин (6), Юрий Гольцев, Герман Девяшин, Виктор Жданов (1), Валерий Журавлёв, Сергей Захаренко (4), Владимир Игонин, Анатолий Измаденов, Анатолий Карпунин (1), Александр Куземчик (8), Борис Петроченко, Геннадий Савельев (10), Владимир Сериков, Анатолий Трегубов.

- 13. «Старт» (Горький) (17 игроков): Геннадий Зотин, Виктор Федулов — Борис Алексеев (1), Владимир Алексеев (16), Борис Богаткин, Леонид Воронин (1), Олег Грибов (3), Юрий Катаев, Анатолий Махалов, Александр Никишин (1), Виталий Панков, Владимир Перепелов (8), Юрий Поповцев (1), Владимир Рыбаков, Валерий Соколов (10), Владимир Тарханов (2), Виктор Шестеров (5).

- 14. «Зоркий» (Красногорск) (19 игроков): Вячеслав Королёв (27), Николай Щербаков (11) — Владимир Акалупин (28; 0), Фёдор Базаев (25; 3), Владимир Веселов (27; 0), Юрий Воронин (24; 2), Михаил Девишев (28; 10), Николай Лебедев (27; 2), Виктор Маркин (28; 7), Валерий Мухортов (28; 10), Николай Сазонов (23; 0), Николай Трофимов (19; 1), Николай Чегодаев (16; 0). В составе команды также выступали Эдуард Августинович (11; 0), Евгений Арутинов (11; 0), Анатолий Вязанкин (11; 4), Олег Горбунов (7; 2), Николай Кудрявцев (4; 0) и Валерий Шипов (14; 0).

- 15. «Труд» (Краснотурьинск) (23 игрока): Николай Горбунов (15; −35), Александр Полюндра (16; −70) — Пётр Логашев (22; 1), Анатолий Голоднев (27; 0), Анатолий Щугарев (22; 0), Анатолий Алексеев (22; 0), Владимир Ульянов (3; 0), Станислав Любченков (7; 0), Борис Третьяков (26; 3), Герман Носов (9; 2), Юрий Новиков (24; 3), Виктор Чермных (28; 1), Николай Бубнов (20; 0), Юрий Нуйкин (16; 0), Леонид Павловский (19; 0), Геннадий Мохнаткин (19; 2), Евгений Алексеев (7; 0), Владислав Машечкин (5; 0), Виктор Серденко (20; 3), Юрий Блохин (26; 2), Валерий Серов (3; 0), Юрий Захаров (6; 0), Анатолий Камаев (27; 9).

Лучший бомбардир — Николай Дураков, СКА (Свердловск) — 42 мяча.
Возобновлено определение списка лучших игроков по итогам сезона. На этот раз вместо обычных 22-х определено 33 лучших игрока.

## Вторая группа класса «А»
| М  | Команда                      | 1        | 2       | 3       | 4       | 5        | 6       | 7       | 8        | 9       | 10      | 11       | В  | Н  | П  | Мячи           | О  |
| -- | ---------------------------- | -------- | ------- | ------- | ------- | -------- | ------- | ------- | -------- | ------- | ------- | -------- | -- | -- | -- | -------------- | -- |
| 1  | «Строитель» (Шелехов)        |          | 3:1 2:4 | 3:1 5:3 | 3:1 0:1 | 3:1 3:2  | 5:0 3:5 | 5:0 2:3 | 10:2 2:2 | 3:0 1:2 | 5:2 3:3 | 10:2 6:1 | 13 | 2  | 5  | 77 — 36 = + 41 | 28 |
| 2  | «Труд» (Куйбышев)            | 4:2 1:3  |         | 5:0 0:2 | 4:0 1:2 | 4:1 3:3  | 3:0 3:3 | 6:0 0:3 | 2:1 0:1  | 4:3 5:2 | 2:1 3:0 | 8:0 4:1  | 13 | 2  | 5  | 62 — 28 = + 34 | 28 |
| 3  | «Локомотив» (Оренбург)       | 3:5 1:3  | 2:0 0:5 |         | 3:0 1:1 | 7:2 1:1  | 2:1 1:2 | 3:3 5:4 | 1:1 4:1  | 0:2 3:2 | 2:1 2:4 | 7:2 4:1  | 10 | 4  | 6  | 52 — 41 = + 11 | 24 |
| 4  | «Торпедо» (Сызрань)          | 1:0 1:3  | 2:1 0:4 | 1:1 0:3 |         | 1:1 0:1  | 2:1 2:4 | 1:0 0:2 | 5:1 3:1  | 3:1 2:1 | 3:0 1:2 | 5:0 1:1  | 10 | 3  | 7  | 34 — 28 = + 6  | 23 |
| 5  | «Труд» (Курск)               | 2:3 1:3  | 3:3 1:4 | 1:1 2:7 | 1:0 1:1 |          | 4:2 1:1 | 3:0 1:4 | 4:5 0:0  | 3:0 0:4 | 3:2 2:0 | 2:2 10:4 | 7  | 6  | 7  | 45 — 46 = — 1  | 20 |
| 6  | «Североникель» (Мончегорск)  | 5:3 0:5  | 3:3 0:3 | 2:1 1:2 | 4:2 1:2 | 1:1 2:4  |         | 3:0 1:3 | 2:2 1:1  | 3:3 1:2 | 4:2 2:3 | 3:1 4:1  | 7  | 5  | 8  | 43 — 44 = — 1  | 19 |
| 7  | «Ракета» (Казань)            | 3:2 0:5  | 3:0 0:6 | 4:5 3:3 | 2:0 0:1 | 4:1 0:3  | 3:1 0:3 |         | 2:2 2:2  | 6:3 2:6 | 3:3 1:2 | 5:4 2:2  | 7  | 5  | 8  | 45 — 54 = −9   | 19 |
| 8  | «Эжва» (Сыктывкар)           | 2:2 2:10 | 1:0 1:2 | 1:4 1:1 | 1:3 1:5 | 0:0 5:4  | 1:1 2:2 | 2:2 2:2 |          | 2:2 3:3 | 2:2 1:3 | 4:2 7:5  | 4  | 10 | 6  | 41 — 55 = — 14 | 18 |
| 9  | «Север» (Северодвинск)       | 2:1 0:3  | 2:5 3:4 | 2:3 2:0 | 1:2 1:3 | 4:0 0:3  | 2:1 3:3 | 6:2 3:6 | 3:3 2:2  |         | 5:2 1:2 | 6:3 0:5  | 7  | 3  | 10 | 48 — 53 = — 5  | 17 |
| 10 | «Сатурн» (Рыбинск)           | 3:3 2:5  | 0:3 1:2 | 4:2 1:2 | 2:1 0:3 | 0:2 2:3  | 3:2 2:4 | 2:1 3:3 | 3:1 2:2  | 2:1 2:5 |         | 4:1 2:3  | 7  | 3  | 10 | 40 — 49 = — 9  | 17 |
| 11 | «Шахтёр» (Ленинск-Кузнецкий) | 1:6 2:10 | 1:4 0:8 | 1:4 2:7 | 1:1 0:5 | 4:10 2:2 | 1:4 1:3 | 2:2 4:5 | 5:7 2:4  | 5:0 3:6 | 3:2 1:4 |          | 2  | 3  | 16 | 41 — 94 = — 53 | 7  |

- «Строитель» (Шелехов) (17 игроков): В. Елизаров (20), В. Романов (1) − В. Борисов (20; 12), Е. Кондратьев (20; 2), А. Русанов (20; 1), В. Селищев (20; 20), В. Колесников (19; 8), А. Комарицын (19; 3), Г. Логунов (19; 2), В. Тютрин (17; 5), Ю. Шишкин (17; 16), В. Падалкин (16; 5), К. Жданов (15; 1), Б. Стижов (15; 1), А. Сапронов (7; 1), В. Клименко (2), А. Кабронов (1).
- «Труд» (Куйбышев) (16 игроков): А. Иевлев (18), В. Ефимов (6) − Ю. Артемьев (20; 5), В. Бондарев (20; 8), А. Лобанов (20; 16), Ю. Столбовой (20), В. Тюфяков (20; 1), Г. Казаков (19; 15), А. Персиянцев (19; 3), А. Филонов (19; 9), А. Башлыков (18; 1), В. Башлыков (18), В. Голушков (18; 3), А. Миронов (13), С. Карякин (7; 1), В. Канавин (1).

«Труд» (Шелехов) и «Труд» (Куйбышев) завоевали право выступать в Первой группе класса «А».

## Класс «Б»
Соревнования в классе «Б» прошли в три этапа. На первом этапе прошли чемпионаты областей, краёв, АССР, Москвы и Ленинграда. Лучшие команды допускались к зональным соревнованиям. На втором этапе с 4 по 17 февраля 1968 года прошли зональные соревнования. В них участвовали 34 команды, разбитые на 8 зон. Впервые в чемпионате РСФСР принимал участие представитель другой республики — команда Рижского морского порта (Латвийская ССР).
- Первая зона. (Комсомольск-на-Амуре). Победитель «Амур» (Комсомольск-на-Амуре).
- Вторая зона. (Верхний Уфалей), Челябинская область. Победитель «Никельщик» (Верхний Уфалей).
- Третья зона. (Абакан). Победитель «Енисей-2» (Красноярск).
- Четвёртая зона. (Ефремов), Тульская область. Победитель «Зенит» (Томилино).
- Пятая зона. (Новокуйбышевск), Куйбышевская область. Победитель «Нефтяник» (Новокуйбышевск).
- Шестая зона. (Калуга). Победитель «Машиностроитель» (Калуга).
- Седьмая зона. (Архангельск). Победитель «Красная заря» (Ленинград).
- Восьмая зона. (Боровичи), Новгородская область. Победитель «Металлург» (Боровичи).

### Финальный турнир XVII чемпионата РСФСР
Заключительный этап соревнований состоялся с 27 февраля по 10 марта 1968 года в Верхнем Уфалее, Челябинской области. В нём приняли участие 8 победителей зон.
| М | Команда                       | 1   | 2    | 3   | 4   | 5    | 6    | 7   | 7   | В | Н | П | Мячи           | О  |
| - | ----------------------------- | --- | ---- | --- | --- | ---- | ---- | --- | --- | - | - | - | -------------- | -- |
| 1 | «Амур» (Комсомольск-на-Амуре) |     | 3:2  | 4:2 | 2:1 | 4:2  | 3:0  | 4:2 | 5:1 | 7 | 0 | 0 | 25 − 10 = + 15 | 14 |
| 2 | «Никельщик» (Верхний Уфалей)  | 2:3 |      | 2:1 | 8:4 | 10:4 | 10:2 | +:- | 5:2 | 6 | 0 | 1 | 37 − 16 = + 21 | 12 |
| 3 | «Красная заря» (Ленинград)    | 2:4 | 1:2  |     | 4:3 | 5:1  | 5:2  | 5:0 | 8:2 | 5 | 0 | 2 | 30 − 14 = + 16 | 10 |
| 4 | «Енисей-2» (Красноярск)       | 1:2 | 4:8  | 3:4 |     | 4:2  | 5:2  | 5:2 | 3:3 | 3 | 1 | 3 | 25 − 23 = + 2  | 7  |
| 5 | «Зенит» (Томилино)            | 2:4 | 4:10 | 1:5 | 2:4 |      | 5:0  | +:- | 4:2 | 3 | 0 | 4 | 18 − 25 = − 7  | 6  |
| 6 | «Металлург» (Боровичи)        | 0:3 | 2:10 | 2:5 | 2:5 | 0:5  |      | +:- | 1:0 | 2 | 0 | 5 | 7 − 28 = − 21  | 4  |
| 7 | «Нефтяник» (Новокуйбышевск)   | 2:4 | -:+  | 0:5 | 2:5 | -:+  | -:+  |     | 4:3 | 1 | 0 | 6 | 8 − 17 = − 9   | 3  |
| 8 | «Машиностроитель» (Калуга)    | 1:5 | 2:5  | 2:8 | 3:3 | 2:4  | 0:1  | 3:4 |     | 1 | 0 | 6 | 13 − 30 = − 17 | 1  |

«Нефтяник» (Новокуйбышевск), сыграв четыре встречи, снялся с соревнований.
- «Амур» (Комсомольск-на-Амуре) (18 игроков): Е. Молокоедов, А. Титов, С. Чернышёв − В. Болотин, В. Булдыгин, Р. Волков, В. Гладков, Ю. Демышев, А. Ермошин, П. Ледяев, С. Рябченко, И. Савельев, В. Старостин, С. Стебелев, Чередов, А. Чижов, А. Шавкунов, В. Ячменёв.
- «Никельщик» (Верхний Уфалей) (15 игроков): Ю. Смирнов − В. Антипонов, Ю. Антипонов, С. Глюков, Р. Галеев, Захаров, А. Киселёв, Ю. Плотников, А. Прокопьев, В. Серебренников, Г. Серебренников, Суханов, В. Ушаков, В. Фролов, В. Чудин.
- «Красная заря» (Ленинград) (15 игроков): А. Галкин, В. Дубарев − В. Белов, В. Вишняков, Ю. Вишняков, В. Кармушев, Н. Козлов, В. Кузнецов, Б. Петрунин, Ю. Савич, В. Семёнов, О. Семёнов, В. Снетков, В. Соколов, Е. Черняев.